# یزگروویچه
یزگروویچه (به صربی: Jezgroviće) یک منطقهٔ مسکونی در صربستان است که در توتین، صربستان واقع شده‌است. یزگروویچه ۲۳۷ نفر جمعیت دارد.